# ريغي ستيفنز
ريغي ستيفنز (بالإنجليزية: Reggie Stephens)‏ هو لاعب كرة قدم أمريكية أمريكي، ولد في 28 أغسطس 1987 في دالاس في الولايات المتحدة.

## وصلات خارجية
- ريغي ستيفنز على موقع مرجع كرة القدم المحترفة.كوم (الإنجليزية)